# PBMC
Als PBMC (Akronym für englisch Peripheral Blood Mononuclear Cell; deutsch: ‚mononukleäre Zellen des peripheren Blutes‘) werden einkernige Zellen des Blutes bezeichnet, die einen runden Zellkern besitzen. Dies sind zum Beispiel Lymphozyten und Monozyten. Diese Zellen spielen eine wichtige Rolle im Immunsystem bei der Bekämpfung von Infektionen.
PBMC werden häufig in der Diagnostik als Indikator für vorliegende Infektionen, als Prognosefaktor des Verlaufs einer HIV-Infektion und in der klinischen Forschung genutzt. Auch in der HIV-Forschung wird sehr oft mit PBMC gearbeitet, da diese auch die CD4+ Zellen (die Zellen, die vom HI-Virus infiziert werden) einschließen.
PBMC werden durch Dichtegradientenzentrifugation durch ein hydrophiles Kolloid aufgereinigt, das entweder aus Saccharose-Epichlorhydrin-Copolymeren (Ficoll, Histopaque), aus Kieselgel (Percoll, Sepracell), aus quervernetzten Dextranen (Macrodex) oder aus Gelatine (Plasmagel) besteht.